# Schauren (près Idar-Oberstein)
Pour l’article homonyme, voir Schauren (Cochem-Zell).
Schauren est une municipalité allemande située dans le land de Rhénanie-Palatinat et l'arrondissement de Birkenfeld.